# Pettyesbegyű földiszalakóta
A pettyesbegyű földiszalakóta vagy vörhenyesfejű földiszalakóta (Atelornis crossleyi) a madarak osztályának szalakótaalakúak rendjébe, a földiszalakóta-félék (Brachypteraciidae) családjába tartozó faj.

## Rendszerezése
A fajt Richard Bowdler Sharpe angol ornitológus írta le 1875-ben.

## Előfordulása
Madagaszkár keleti részén honos. Természetes élőhelyei a szubtrópusi és trópusi síkvidéki és hegyi esőerdők. Állandó nem vonuló faj.

## Megjelenése
Testhossza 27 centiméter, testtömege 77–85 gramm.

## Életmódja
Gerinctelenekkel táplálkozik.

## Természetvédelmi helyzete
Az elterjedési területe még elég nagy, de a mezőgazdaság terjeszkedése miatt csökken, egyedszáma többek közt, a vadászata miatt is gyorsan csökken. A Természetvédelmi Világszövetség Vörös listáján mérsékelten fenyegetett fajként szerepel.